# Кокран, Роберт Лерой
Роберт Лерой Кокран (англ. Robert Leroy Cochran; 28 января 1886 — 23 февраля 1963) — американский политик, 24-й губернатор Небраски.

## Биография
Роберт Кокран родился около города Авока, округ Касс, Небраска, в семье Чарльза Кокрана и Джейн Уилкинсон. В 1910 году он окончил Университет Небраски со степенью в области гражданского строительства. 15 марта 1919 года Кокран женился на Эйлин Гант, у них было двое детей: Роберт Лерой-мл. и Мэри Эйлин.
В 1911 году Кокран был избран инспектором (сюрвейером) округа Линкольн, в 1915 году стал инспектором железнодорожных мостов, а в 1917 году — инженером штата. В 1917—1919 годах, во время Первой мировой войны, он служил в артиллерийском корпусе в звании капитана. В 1919—1922 годах Кокран был начальником участка пути Управления общественных работ, а в 1923—1934 годах — инженером штата.
В ноябре 1934 года Кокран был избран губернатором Небраски, в 1936 году — переизбран на второй, а в 1938 году — на третий срок. Во время его пребывания в должности была одобрена программа социального обеспечения штата и был утверждён законопроект о страховании на случай безработицы. Кокран также был председателем Конференции губернаторов и Совета правительств штатов. В 1940 году Кокран неудачно баллотировался в Сенат США.
После ухода с поста губернатора Кокран служил заместителем комиссара, а затем комиссаром управления общественного жилищного строительства, эту должность он занимал с 1943 по 1944 год. В 1944—1945 годах он был офицером связи Администрации помощи и восстановления ООН в Северной Африке и Европе. Кокран также занимал должность заместителя начальника американской миссии для оказания помощи Греции, а в 1959 году непродолжительное время был инженером штата.
Кокран был масоном, тамплиером, членом общества Shriners и прихожанином баптистской церкви.
Роберт Кокран умер 23 февраля 1963 года в Линкольне и был похоронен на кладбище Lincoln Memorial Park.